# Supercoppa d'Islanda 2003
La Meistarakeppni karla 2003 è  stata la 32ª edizione di tale competizione. Si è disputata il 16 marzo 2003.
A contendersi il trofeo sono il KR Reykjavík vincitore del campionato che il Fylkir, trionfatore nella coppa nazionale.
Ad aggiudicarsi il trofeo è stato il KR Reykjavík.

## Tabellino
| Arbitro: | Gylfi Þór Orrason |

|                              |           |                |
| ?? 24’ (aut.) Daníelsson 42’ | Marcatori | 42’ Sverrisson |